# Calamostoma lesiniforme
Calamostoma lesiniforme è un pesce osseo estinto, appartenente ai singnatiformi. Visse nell'Eocene medio (circa 50 milioni di anni fa) e i suoi resti fossili sono stati ritrovati in Italia, nel famoso giacimento di Bolca.

## Descrizione
Questo pesce era piuttosto piccolo e di forma slanciata; solitamente era lungo circa 12 centimetri. Possedeva una testa stretta, occhi grandi, il muso prolungato in una struttura a tubo, con l'apertura della bocca molto piccola. Erano presenti due pinne dorsali; la pinna anale e pinne pelviche erano di piccole dimensioni. Le pinne pettorali erano un po' più grandi. La pinna caudale era relativamente grande, non divisa in lobi. Il corpo era corazzato, con piastre ossee.

## Classificazione
Calamostoma lesiniforme venne descritto da Louis Agassiz nel 1835, nell'opera Recherches Sur Les Poissons Fossiles. Questo pesce venne da subito considerato uno stretto parente degli attuali pesci ago e dei cavallucci marini, nell'ordine dei singnatiformi. Anche se il genere Calamostoma è estinto, sembra che le sue parentele possano essere ricercate in alcune forme relativamente simili e tuttora viventi, come Solenostomus.

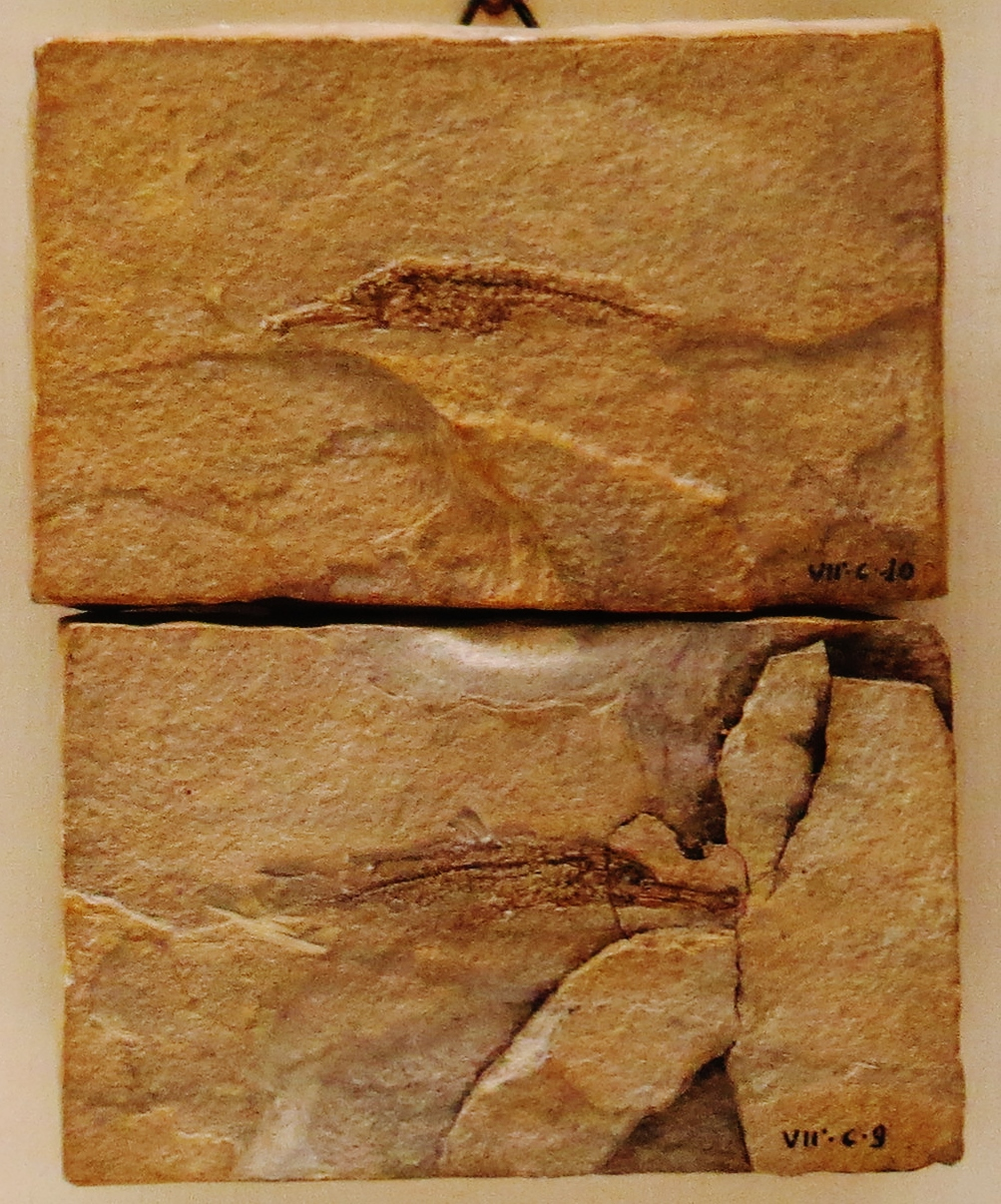
Impronta e controimpronta fossili di Calamostoma lesiniforme

## Paleoecologia
Calamostoma era un pesce che si nutriva di piccole particelle di cibo a causa della forma a tubo del muso e della bocca stretta, nei caldi mari tropicali dell'Eocene europeo.